# Francia ai Giochi della IX Olimpiade
La Francia partecipò ai Giochi della IX Olimpiade, svoltisi ad Amsterdam, Paesi Bassi, dal 28 luglio al 12 agosto 1928, con una delegazione di 255 atleti impegnati in diciassette discipline.

## Medagliere

### Per discipline
| Sport             | Oro | Argento | Bronzo | Totale |
| ----------------- | --- | ------- | ------ | ------ |
| Scherma           | 2   | 3       | 0      | 5      |
| Atletica leggera  | 1   | 1       | 1      | 3      |
| Sollevamento pesi | 1   | 1       | 1      | 3      |
| Vela              | 1   | 0       | 0      | 1      |
| Ciclismo          | 1   | 0       | 0      | 1      |
| Equitazione       | 0   | 2       | 0      | 2      |
| Lotta libera      | 0   | 1       | 2      | 3      |
| Pugilato          | 0   | 1       | 0      | 1      |
| Canottaggio       | 0   | 1       | 0      | 1      |
| Pallanuoto        | 0   | 0       | 1      | 1      |
| Totale            | 6   | 10      | 5      | 21     |

### Medaglie
| Medaglia | Atleta                                                                                         | Sport             | Evento                        |
| -------- | ---------------------------------------------------------------------------------------------- | ----------------- | ----------------------------- |
| Oro      | Boughéra El Ouafi                                                                              | Atletica leggera  | Maratona                      |
| Oro      | Roger Beaufrand                                                                                | Ciclismo          | Velocità                      |
| Oro      | Lucien Gaudin                                                                                  | Scherma           | Fioretto individuale maschile |
| Oro      | Lucien Gaudin                                                                                  | Scherma           | Spada individuale maschile    |
| Oro      | Roger François                                                                                 | Sollevamento pesi | Pesi medi                     |
| Oro      | Virginie Hériot André Derrien André Lesauvage Carl de la Sablière Donatien Bouché Jean Lesieur | Vela              | 8 metri                       |
| Argento  | Jules Ladoumègue                                                                               | Atletica leggera  | 1500 metri piani              |
| Argento  | Édouard Marcelle Armand Marcelle Henri Préaux                                                  | Canottaggio       | Due con maschile              |
| Argento  | Charles Marion                                                                                 | Equitazione       | Dressage individuale          |
| Argento  | Pierre Bertrand de Bolanda                                                                     | Equitazione       | Salto ostacoli individuale    |
| Argento  | Charles Pacôme                                                                                 | Lotta libera      | Pesi leggeri                  |
| Argento  | Armand Apell                                                                                   | Pugilato          | Pesi mosca                    |
| Argento  | Philippe Cattiau Roger Ducret Raymond Flacher André Gaboriaud Lucien Gaudin André Labatut      | Scherma           | Fioretto a squadre maschile   |
| Argento  | Georges Buchard                                                                                | Scherma           | Spada individuale maschile    |
| Argento  | Gaston Amson René Barbier Georges Buchard Émile Cornic Armand Massard Bernard Schmetz          | Scherma           | Spada a squadre maschile      |
| Argento  | Louis Hostin                                                                                   | Sollevamento pesi | Pesi massimi-leggeri          |
| Bronzo   | Claude Ménard                                                                                  | Atletica leggera  | Salto in alto maschile        |
| Bronzo   | Henri Lefèbvre                                                                                 | Lotta libera      | Pesi medio-massimi            |
| Bronzo   | Edmond Dame                                                                                    | Lotta libera      | Pesi massimi                  |
| Bronzo   | Francia                                                                                        | Pallanuoto        | Torneo Maschile               |
| Bronzo   | Fernand Arnout                                                                                 | Sollevamento pesi | Pesi leggeri                  |

## Risultati

### Calcio
| Atleta | Classifica |                    |
| --- | --- | ------------------ |
| V · D · M Nazionale francese · Calcio ai Giochi Olimpici Estivi 1928 P Henric · P Thépot · D Canthelou · D Domergue · D Rollet · D Wallet · C Banide · C Brouzes · C Chantrel · C Dauphin · C Villaplane · A Bardot · A Dewaquez · A Gourdon · A Langiller · A Monsallier · A Nicolas · A Pavillard · CT : Farmer | 9° |                    |
| Nazionale francese · Calcio ai Giochi Olimpici Estivi 1928 | |                    |
| P Henric · P Thépot · D Canthelou · D Domergue · D Rollet · D Wallet · C Banide · C Brouzes · C Chantrel · C Dauphin · C Villaplane · A Bardot · A Dewaquez · A Gourdon · A Langiller · A Monsallier · A Nicolas · A Pavillard · CT: Farmer                                                                       | P Henric · P Thépot · D Canthelou · D Domergue · D Rollet · D Wallet · C Banide · C Brouzes · C Chantrel · C Dauphin · C Villaplane · A Bardot · A Dewaquez · A Gourdon · A Langiller · A Monsallier · A Nicolas · A Pavillard · CT: Farmer | Francia (bandiera) |

### Pallanuoto
| Atleta | Classifica |                    |
| --- | --- | ------------------ |
| V · D · M Nazionale maschile francese di pallanuoto · Giochi olimpici - Amsterdam 1928 Bulteel · Cuvelier · Dujardin · Keignaert · Padou · Rogez · Thévenon · Tribouillet · Vandeplancke · CT : Paul Beulque | Bronzo |                    |
| Nazionale maschile francese di pallanuoto · Giochi olimpici - Amsterdam 1928 | |                    |
| Bulteel · Cuvelier · Dujardin · Keignaert · Padou · Rogez · Thévenon · Tribouillet · Vandeplancke · CT: Paul Beulque                                                                                         | Bulteel · Cuvelier · Dujardin · Keignaert · Padou · Rogez · Thévenon · Tribouillet · Vandeplancke · CT: Paul Beulque | Francia (bandiera) |